# Drużynowe Mistrzostwa Polski na Żużlu 1984
Drużynowe Mistrzostwa Polski na Żużlu 1984 – 37. edycja drużynowych mistrzostw Polski, organizowanych przez Polski Związek Motorowy (PZM). W sezonie 1984 po rozszerzeniu ligi, do rozgrywek pierwszej ligi przystąpiło dziesięć zespołów, natomiast w drugiej lidze walczyło siedem drużyn.
Zwycięzca najwyższej klasy rozgrywkowej (I Ligi) zostaje Drużynowym Mistrzem Polski na Żużlu w sezonie 1984. Obrońcą tytułu z poprzedniego sezonu jest Stal Gorzów. W tym sezonie pierwsze miejsce w rozgrywkach zajęła Unia Leszno, jednak na skutek decyzji GKSŻ drużyna ta została pozbawiona tytułu.

## Pierwsza Liga
| Poz. | Klub                 | Pkt. | Z  | R | P  | +/−  |
| ---- | -------------------- | ---- | -- | - | -- | ---- |
| 1    | Unia Leszno          | 26   | 13 | 0 | 5  | +266 |
| 2    | Stal Gorzów          | 25   | 12 | 1 | 5  | +85  |
| 3    | Falubaz Zielona Góra | 21   | 10 | 1 | 7  | +125 |
| 4    | ROW Rybnik           | 19   | 9  | 1 | 8  | –65  |
| 5    | Apator Toruń         | 18   | 9  | 0 | 9  | +29  |
| 6    | Kolejarz Opole       | 18   | 9  | 0 | 9  | –11  |
| 7    | Wybrzeże Gdańsk      | 17   | 7  | 3 | 8  | –35  |
| 8    | Polonia Bydgoszcz    | 16   | 7  | 2 | 9  | –23  |
| 9    | Stal Rzeszów         | 16   | 7  | 2 | 9  | –134 |
| 10   | Start Gniezno        | 4    | 2  | 0 | 16 | –237 |

Uwaga: W meczu ostatniej kolejki Stal Rzeszów – Unia Leszno goście, prowadząc po jedenastu wyścigach 41-25, przegrali kolejne cztery po 1-5, pozwalając Stali doprowadzić do remisu 45-45 i zająć w tabeli 8. miejsce, gwarantujące pozostanie w I lidze. GKSŻ uznała zachowanie żużlowców z Leszna za niesportowe, anulowała ostatnie cztery wyścigi (utrzymany został wynik po 11 biegach) i pozbawiła Unię tytułu mistrza Polski.

## Druga Liga
| Poz. | Klub                  | Pkt. | Z | R | P  | +/−  |
| ---- | --------------------- | ---- | - | - | -- | ---- |
| 1    | Śląsk Świętochłowice  | 18   | 9 | 0 | 3  | +172 |
| 2    | Unia Tarnów           | 16   | 8 | 0 | 4  | +117 |
| 3    | Ostrovia Ostrów       | 16   | 8 | 0 | 4  | +85  |
| 4    | Motor Lublin          | 14   | 7 | 0 | 5  | +141 |
| 5    | GKM Grudziądz         | 12   | 6 | 0 | 6  | +45  |
| 6    | Włókniarz Częstochowa | 6    | 3 | 0 | 9  | –111 |
| 7    | Sparta Wrocław        | 2    | 1 | 0 | 11 | –449 |

## Baraże
| Stal Rzeszów 9. miejsce w I Lidze | 100:79 | Unia Tarnów 2. miejsce w II Lidze |
| --------------------------------- | ------ | --------------------------------- |
| Rzeszów                           | 55:34  | Tarnów                            |
| Tarnów                            | 45:45  | Rzeszów                           |